# Laureus-díj
A Laureus-díjat (eredeti nevén Laureus World Sports Awards) minden évben a megelőző év kiemelkedő sportolói, illetve sportcsapatai, sportszervezetei kapják. A díjat 1999-ben közösen alapította a DaimlerChrysler és a Richemont a Mercedes-Benz, az International Watch Company és a Vodafone támogatásával. A kezdeményezés célja, hogy felhívja az emberek figyelmét a sport közösségformáló erejére, hogy az által mindenki érvényesülhet, megkülönböztetés és a hátrányok elszenvedése nélkül. A "Laureus" név görög szóból származik, amelyet az atlétikai győzelem hagyományos jelképének számító babérkoszorúra utal.
Az első díjátadást 2000. május 25-én Monte-Carlóban szervezték meg, a díjátadón Nelson Mandela is beszédet mondott. 2018-tól évente nyolc kategóriában kerül sor a díjazásokra. Az egyes kategóriák nyertesei a Cartier vállalat által létrehozott Laureus-szobrot vehetik át a különböző helyszíneken megtartott éves díjátadó gálán. A sport egyetemességét jelképezi a szobor alapzatán az öt kontinens. A szobrocska 30 cm magas és 2,5 kg tömegű. Minden szobor 670 gramm ezüstöt és 650 gramm aranyat tartalmaz. 2020-ig világszerte tizenegy városban rendezték meg a Laureus-gálát, amelyet a világ mintegy 160 országában közvetítenek évről évre. 2021-ben a koronavírus-járvány miatt a ceremónia online módon volt látható.
A díjazottak kiválasztása két körben történik: először a világ 400 vezető sportújságírója, több mint 80 különböző ország képviselői, megnevezik a kategóriák lehetséges jelöltjeit, majd ezek közül egy 41–46 tagból – neves sportszemélyiségekből – álló testület (Laureus World Sports Academy) állítja fel a sorrendet. A szavazást a független PricewaterhouseCoopers LLP felügyeli.
A díj történetében a svájci teniszezőt, Roger Federert találták a legtöbbször, öt alkalommal a legjobbnak kategóriájában, míg egyszer őt választották az év visszatérőjének is. Volt olyan, hogy az akadémia tagjai egy-egy jelölést vagy díjat visszavontak, ilyen volt az amerikai kerékpáros Lance Armstrong doppingbotrányának esete is, de az amerikai atléta, Marion Jones és a kanadai parasportoló, Earle Connor is doppingvétség miatt, utólag került le a jelöltek listájáról.

## A díj alapítása és története
A dél-afrikai üzletember, Johann Rupert, a Richemont elnöke az 1990-es évek végén azt javaslattal állt elő, miszerint hozzanak létre egy szervezetet, amely "azon alapelv alapján épül fel, hogy a sport képes áthidalni a társadalom hiányosságait, és megváltoztatni az emberek világnézetét". 1998-ban Richemont a Daimler vállalattal együttműködve megalapította szervezetét, amely később "Laureus" néven vált ismertté. Nevét a görög eredetű Lauraceae szóról kapta, amely a babérfélék megfelelője és a babérkoszorú a történelemben a sport, a győzelem hagyományos jelképének tekinthető. Az első díjátadó ünnepségre két évvel később került sor, ahol beszédet mondott Nelson Mandela, a Dél-afrikai Köztársaság korábbi elnöke is. A beszédet Edwin Moses amerikai atléta később "ikonikusnak" minősítette.
Az amerikai színészek, Jeff Bridges és Dylan McDermott által vezetett ünnepségen hét kategóriában adtak át díjakat, illetve két külön, azóta rendszeresen nem átadott díjat is kiosztottak. Érdekesség, hogy ezek közül később kettő díjat visszavontak, például az amerikai kerékpáros, Lance Armstrong, vagy a szintén amerikai atléta, Marion Jones esetében, akiknek szervezetében teljesítményfokozót találtak és doppingbotrányba keveredtek. Az amerikai parasportoló, Earle Connor 2004-es kategóriagyőzelmét hasonló okok miatt vonták vissza.
A díjakat nagy presztízsűnek tekintik, és gyakran nevezik sportolói Oscar-díjnak.
A díjat, főként a kategóriák jelöltjeinek kiválasztását többször is érte kritika.

## A díjátadó ceremónia
A Laureus-díjátadó ünnepséget eredetileg Monte-Carlóban rendezték meg, azonban az idő teltével évente más-más helyszínen tartották a világ különböző pontjain. A 2000-es első ünnepséget a Sport Club Monte-Carlóban tartották május 25-én. 2020-ig a ceremóniát tizenegy különböző városban tartották, ezeket pedig mintegy 160 országban közvetítik évről évre. Minden díjazott kap egy, a Cartier által tervezett és gyártott szobrot, amely "a törekvő emberi formát ábrázolja". Minden szobor 670 gramm ezüstöt és 650 gramm aranyat tartalmaz, 30 cm magas és 2,5 kg tömegű.

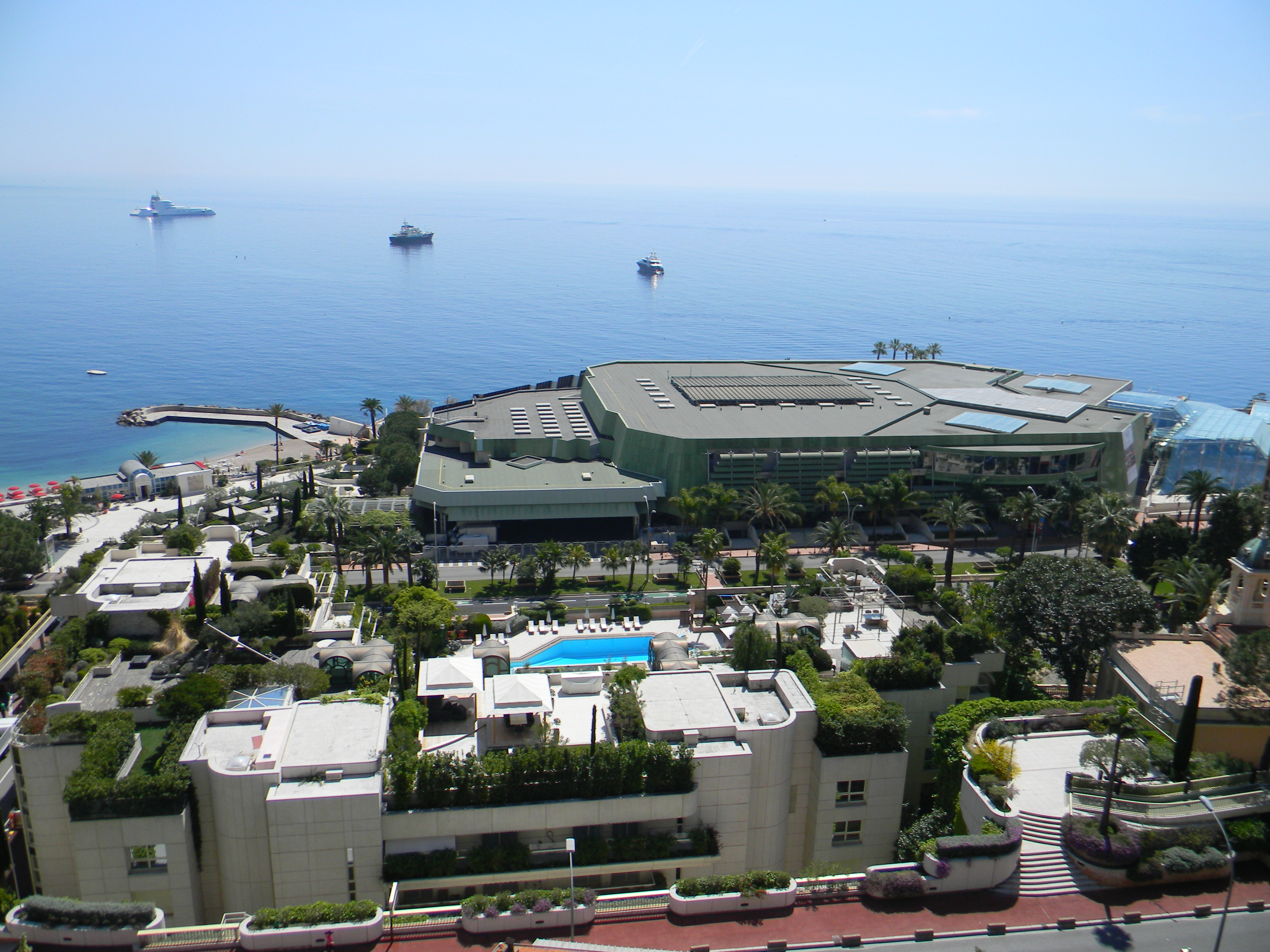
A Grimaldi Forum Monacóban. Három díjátadót rendeztek itt

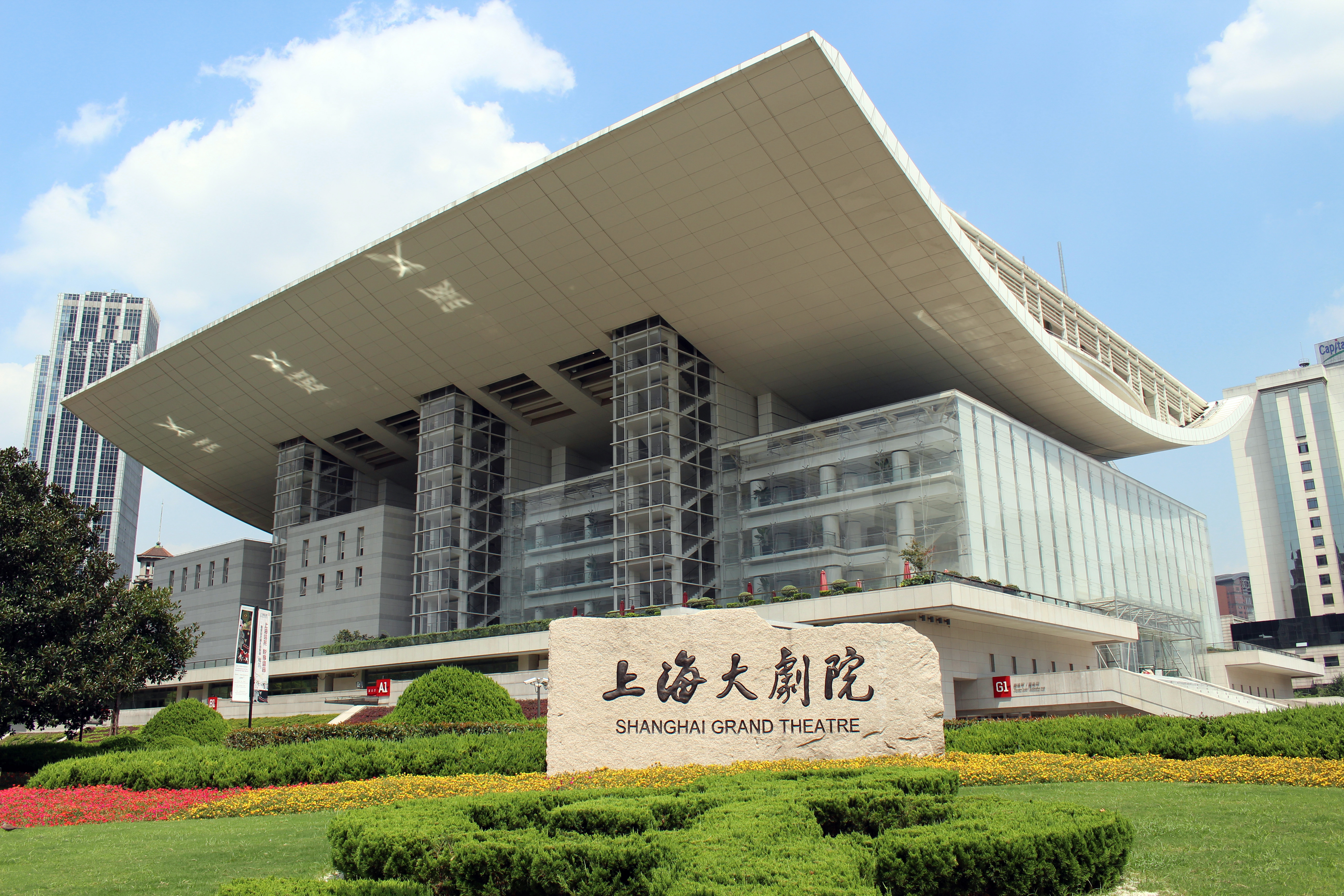
A 2015-ös ceremóniát a Sanghaji Nagy Színházban tartották

| Év   | Ország | Helyszín | Megjegyzés | Forrás        |
| ---- | --- | --- | --- | ------------- |
| 2000 | Monaco | Sporting Club | Az esemény fővédnöke Nelson Mandela volt | [ 8 ] [ 17 ]  |
| 2001 | Monaco | Grimaldi Forum | Az esemény fővédnöke II. Albert monacói herceg volt                                                                                                 | [ 18 ] [ 19 ] |
| 2002 | Monaco | Grimaldi Forum | | [ 20 ] [ 21 ] |
| 2003 | Monaco | Grimaldi Forum | | [ 22 ]        |
| 2004 | Lisszabon, Portugália | Cultural Centre of Belém | Az esemény fővédnöke José Manuel Barroso volt | [ 23 ] [ 24 ] |
| 2005 | Estoril, Portugália | Casino Estoril | | [ 25 ]        |
| 2006 | Barcelona, Spanyolország | Parque del Fórum | | [ 26 ]        |
| 2007 | Barcelona, Spanyolország | Palau Sant Jordi | Az esemény fővédnöke I. János Károly spanyol király volt                                                                                            | [ 27 ]        |
| 2008 | Szentpétervár, Oroszország | Mariinszkij Színház | Vlagyimir Putyin is beszédet mondott az ünnepségen                                                                                                  | [ 28 ]        |
| 2009 | A világgazdasági válság miatt nem tartották meg; a díjakat a győztes sportolók a májustól júniusig tartó egyéb sportági rendezvényeken vehették át. | A világgazdasági válság miatt nem tartották meg; a díjakat a győztes sportolók a májustól júniusig tartó egyéb sportági rendezvényeken vehették át. | A világgazdasági válság miatt nem tartották meg; a díjakat a győztes sportolók a májustól júniusig tartó egyéb sportági rendezvényeken vehették át. | [ 29 ]        |
| 2010 | Abu-Dzabi, Egyesült Arab Emírségek | Emirates Palace | | [ 30 ]        |
| 2011 | Abu-Dzabi, Egyesült Arab Emírségek | Emirates Palace | | [ 31 ]        |
| 2012 | London, Egyesült Királyság | Central Hall Westminster | | [ 32 ]        |
| 2013 | Rio de Janeiro, Brazília | Theatro Municipal | | [ 33 ]        |
| 2014 | Kuala Lumpur, Malajzia | Istana Budaya | | [ 34 ]        |
| 2015 | Sanghaj, Kína | Sanghaji Nagy Színház | | [ 35 ]        |
| 2016 | Berlin, Németország | Palais am Funkturm | | [ 36 ]        |
| 2017 | Monaco | Spor Club | | [ 37 ]        |
| 2018 | Monaco | Spor Club | | [ 1 ]         |
| 2019 | Monaco | Spor Club | | [ 38 ]        |
| 2020 | Berlin | Verti Music Hall | | [ 39 ]        |
| 2021 | Sevilla | virtuális | | [ 40 ]        |

## A díj odaítélése
Öt kategória szerint választanak a média képviselői (Laureus Media Selection Panel) több, mint száz ország képviseletében, egy kategóriánként hatfős listáról:
- az év férfi sportolója
- az év női sportolója
- az év csapata
- az év felfedezettje
- az év visszatérője

Két kategóriára szakemberek szavaznak:
- az év extrém sportolója: újságírók választják
- az év fogyatékos sportolója: a Nemzetközi Paralimpiai Bizottság választja

A többi díjat az alapítók és az akadémia választja:
- Laureus-életműdíj
- az év sportjószolgálati díja (2005 óta)
- különleges sportteljesítmény
- az év lélegzetelállító sportpillanata

A Laureus World Sports Academy alapítványnak van egy egykori sportolókból álló 65 fős önkéntes egyesülete, akik munkájukkal támogatják az alapítvány munkáját. 2018-tól az akadémia elnöke a korábbi új-zélandi rögbijátékos, Sean Fitzpatrick. A tagok titkos szavazás útján választják ki az éves díjazottakat, egyedül az év lélegzetelállító sportpillanata kategóriában nyilvános a voksolás. Az akadémia szükség esetén további díjakat is kioszthat, illetve vannak olyan kategóriák, amelyekben nem minden évben osztanak ki díjakat.

## Díjazottak

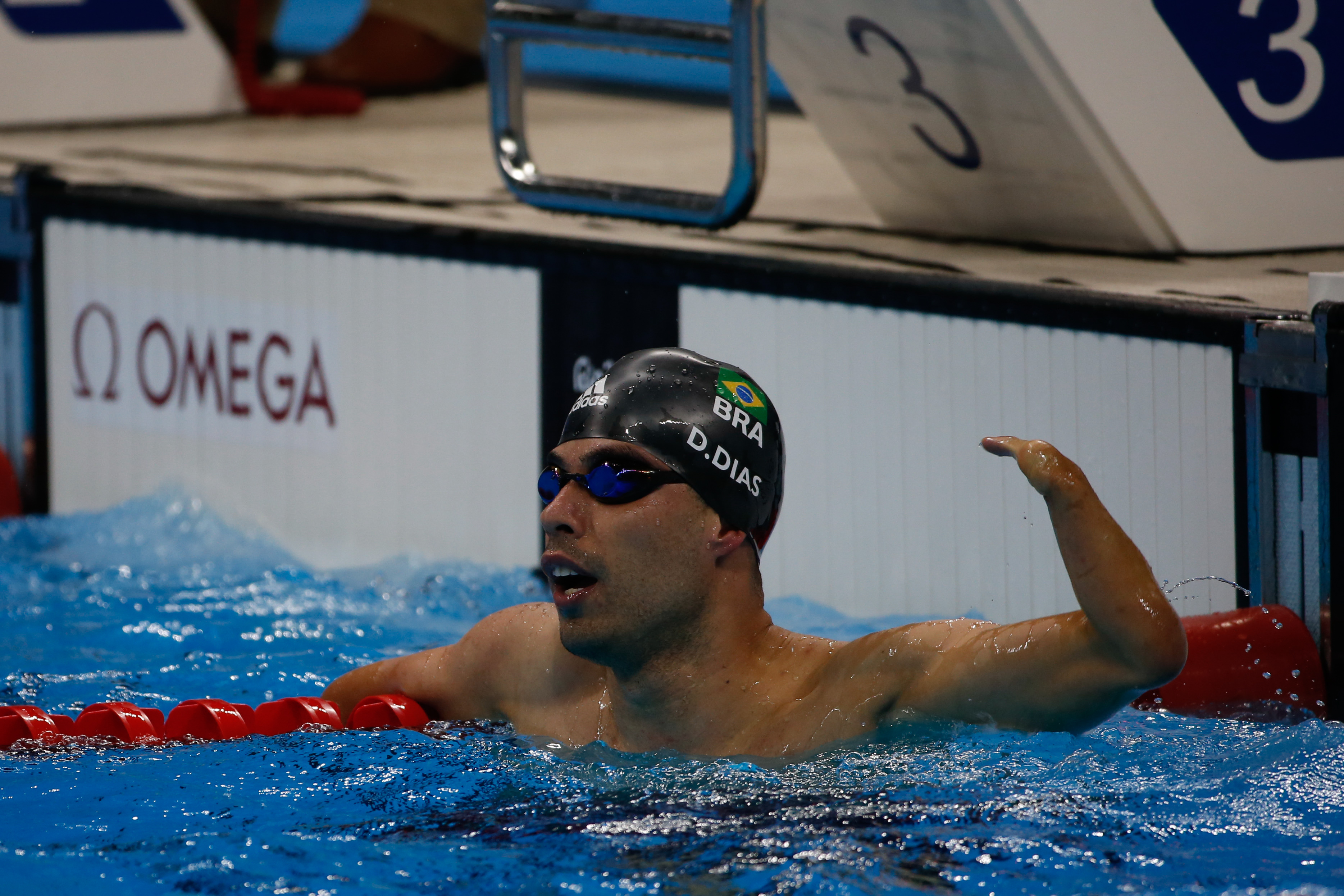
Daniel Dias brazil paraúszó, a díj többszörös kitüntetettje

### Rendszeresen átadott díjak

#### Az év felfedezettje
2007 előtt a díjat Laureus-díj az év újoncának néven adták át.

#### Az év extrém sportolója
2007 előtt a díjat Laureus-díj az év alternatív sportolójának néven adták át.

#### Nem minden évben átadott különdíjak
2000 óta az Akadémia számos esetben saját belátása szerint adott át különdíjakat. A 2000-es első ünnepségen Pelé, a brazilok háromszoros világbajnok labdarúgója kapott életmű-díjat, Eunice Kennedy Shriver, a Speciális Olimpia megálmodója szintén különdíjat vehetett át. 2005-ben a Boston Red Sox 86 év után első World Series-győztes baseball-csapatát jutalmazták. 2013-ban az amerikai úszó, Michael Phelps sportteljesítményéért vehetett át különdíjat. 2017-ben nyilvános szavazás keretein belül ítélték oda ebben a kategóriában a díjat, amelyet az FC Barcelona 12 év alatti korosztályos labdarúgócsapata vehetett át, de különdíjjal jutalmazták a Leicester City labdarúgócsapatát és az Iowa Hawkeyes amerikai futball csapatának szurkolóit is. és 2018-ban az olaszok visszavonuló világbajnok labdarúgója, Francesco Totti, egy évvel később az amerikaiak alpesí sízője, Lindsey Vonn vehette át az év sportszellemiségi díját.
2016-ban az az évi olimpián szereplő menekültek olimpiai csapatát díjazták, míg J. J. Watt 2017-ben az év motivációs személyisége lett, erőfeszítéseinek hála több mint 37 millió dollárral segítették a Harvey hurrikán károsultjait.

### Az év sportemberei és csapata
| Év   | Az év férfi sportolója      | Az év férfi sportolója     | Az év férfi sportolója | Az év női sportolója | Az év női sportolója | Az év női sportolója | Az év csapata                      | Az év csapata    | Az év csapata |
| 2000 | Tiger Woods                 | USA                        | golf                   | Marion Jones         | USA                  | atlétika             | Manchester United                  | Nagy-Britannia   | labdarúgás    |
| 2001 | Tiger Woods                 | USA                        | golf                   | Cathy Freeman        | Ausztrália           | atlétika             | Francia férfi labdarúgó-válogatott | Franciaország    | labdarúgás    |
| 2002 | Michael Schumacher          | Németország                | Formula–1              | Jennifer Capriati    | USA                  | tenisz               | Ausztrál férfi krikett-válogatott  | Franciaország    | krikett       |
| 2003 | Lance Armstrong             | USA                        | kerékpársport          | Serena Williams      | USA                  | tenisz               | Brazil férfi labdarúgó-válogatott  | Brazília         | labdarúgás    |
| 2004 | Michael Schumacher          | Németország                | Formula–1              | Annika Sörenstam     | Svédország           | golf                 | Angol rögbi-válogatott             | Franciaország    | rögbi         |
| 2005 | Roger Federer               | Svájc                      | tenisz                 | Kelly Holmes         | Nagy-Britannia       | atlétika             | Görög férfi labdarúgó-válogatott   | Görögország      | labdarúgás    |
| 2006 | Roger Federer               | Svájc                      | tenisz                 | Janica Kostelić      | Horvátország         | alpesisí             | Renault Formula–1 csapat           | Franciaország    | Formula–1     |
| 2007 | Roger Federer               | Svájc                      | tenisz                 | Jelena Iszinbajeva   | Oroszország          | atlétika             | Olasz férfi labdarúgó-válogatott   | Olaszország      | labdarúgás    |
| 2008 | Roger Federer               | Svájc                      | tenisz                 | Justine Henin        | Belgium              | tenisz               | Dél-Afrika rögbi válogatottja      | Dél-Afrika       | rögbi         |
| 2009 | Usain Bolt                  | Jamaica                    | atlétika               | Jelena Iszinbajeva   | Oroszország          | atlétika             | Kína olimpiai csapata              | Kína             | olimpia       |
| 2010 | Usain Bolt                  | Jamaica                    | atlétika               | Serena Williams      | USA                  | tenisz               | Brawn GP Formula 1 csapat          | Nagy-Britannia   | Formula 1     |
| 2011 | Rafael Nadal                | Spanyolország              | tenisz                 | Lindsey Vonn         | USA                  | alpesisí             | Spanyol férfi labdarúgó-válogatott | Spanyolország    | labdarúgás    |
| 2012 | Novak Đoković               | Szerbia                    | tenisz                 | Vivian Cheruiyot     | Kenya                | hosszútáv futás      | FC Barcelona                       | Spanyolország    | labdarúgás    |
| 2013 | Usain Bolt                  | Jamaica                    | atlétika               | Jessica Ennis        | Nagy-Britannia       | atlétika             | Ryder Kupa európai csapata         | EU               | golf          |
| 2014 | Sebastian Vettel            | Németország                | Formula 1              | Missy Franklin       | USA                  | úszás                | FC Bayern München                  | Németország      | labdarúgás    |
| 2015 | Novak Đoković               | Szerbia                    | tenisz                 | Genzebe Dibaba       | Etiópia              | atlétika             | Német férfi labdarúgó-válogatott   | Németország      | labdarúgás    |
| 2016 | Novak Đoković               | Szerbia                    | tenisz                 | Serena Williams      | Egyesült Államok     | tenisz               | új-zélandi férfi rögbiválogatott   | Új-Zéland        | rögbi         |
| 2017 | Usain Bolt                  | Jamaica                    | atlétika               | Simone Biles         | Egyesült Államok     | torna                | Chicago Cubs                       | Egyesült Államok | baseball      |
| 2018 | Roger Federer               | Svájc                      | tenisz                 | Serena Williams      | Egyesült Államok     | tenisz               | Mercedes AMG F1                    | Németország      | Formula–1     |
| 2019 | Novak Đoković               | Szerbia                    | tenisz                 | Simone Biles         | Egyesült Államok     | torna                | Francia férfi labdarúgó-válogatott | Franciaország    | labdarúgás    |
| 2020 | Lewis Hamilton Lionel Messi | Nagy-Britannia · Argentína | Formula–1 labdarúgás   | Simone Biles         | Egyesült Államok     | torna                | Dél-afrikai rögbiválogatott        | Dél-Afrika       | labdarúgás    |
| 2021 | Rafael Nadal                | Spanyolország              | tenisz                 | Ószaka Naomi         | Japán                | tenisz               | FC Bayern München                  | Németország      | labdarúgás    |

### Az év felfedezettje, visszatérője és fogyatékos sportolója
| Év   | Az év felfedezettje | Az év felfedezettje | Az év felfedezettje | Az év visszatérője | Az év visszatérője    | Az év visszatérője | Az év fogyatékos sportolója | Az év fogyatékos sportolója | Az év fogyatékos sportolója |
| 2000 | Sergio Garcia       | Spanyolország       | golf                | Lance Armstrong    | USA                   | kerékpársport      | Louise Sauvage              | Ausztrália                  | atlétika                    |
| 2001 | Marat Szafin        | Oroszország         | tenisz              | Jennifer Capriati  | USA                   | tenisz             | Vinny Lauwers               | Ausztrália                  | vitorlázás                  |
| 2002 | Juan Pablo Montoya  | Kolumbia            | Formula–1           | Goran Ivanišević   | Horvátország          | tenisz             | Esther Vergeer              | Hollandia                   | kerekesszékes tenisz        |
| 2003 | Jao Ming            | Kína                | kosárlabda          | Ronaldo            | Brazília              | labdarúgás         | Michael Milton              | Ausztrália                  | alpesisí                    |
| 2004 | Michelle Wie        | USA                 | golf                | Hermann Maier      | Ausztria              | alpesisí           | Earle Connor                | Kanada                      | atlétika                    |
| 2005 | Liu Hsziang         | Kína                | atlétika            | Alessandro Zanardi | Olaszország           | autósport          | Chantal Petitclerc          | Kanada                      | atlétika                    |
| 2006 | Rafael Nadal        | Spanyolország       | tenisz              | Martina Hingis     | Svájc                 | tenisz             | Ernst van Dyk               | Dél-Afrika                  | kerekesszékes atlétika      |
| 2007 | Amélie Mauresmo     | Franciaország       | tenisz              | Serena Williams    | USA                   | tenisz             | Martin Braxenthaler         | Németország                 | alpesisí                    |
| 2008 | Lewis Hamilton      | Nagy-Britannia      | Formula–1           | Paula Radcliff     | Nagy-Britannia        | atlétika           | Esther Vergeer              | Hollandia                   | kerekesszékes tenisz        |
| 2009 | Rebecca Adlington   | Nagy-Britannia      | úszás               | Vitalij Klicsko    | Ukrajna               | ökölvívás          | Daniel Dias                 | Brazília                    | úszás                       |
| 2010 | Jenson Button       | Nagy-Britannia      | Formula–1           | Kim Clijsters      | Belgium               | tenisz             | Natalie du Toit             | Dél-Afrika                  | úszás                       |
| 2011 | Martin Kaymer       | Németország         | golf                | Valentino Rossi    | Olaszország           | MotoGP             | Verena Bentele              | Németország                 | sílövészet                  |
| 2012 | Rory McIlroy        | Észak-Írország      | golf                | Darren Clarke      | Észak-Írország        | golf               | Oscar Pistorius             | Dél-Afrika                  | atlétika                    |
| 2013 | Andy Murray         | Nagy-Britannia      | tenisz              | Félix Sánchez      | Dominikai Köztársaság | atlétika           | Daniel Dias                 | Brazília                    | úszás                       |
| 2014 | Marc Márquez        | Spanyolország       | gyorsasági motor    | Rafael Nadal       | Spanyolország         | tenisz             | Marie Bochet                | Franciaország               | alpesisí                    |
| 2015 | Daniel Ricciardo    | Ausztrália          | Formula–1           | Schalk Burger      | Dél-Afrika            | rögbi              | Tatyana McFadden            | Egyesült Államok            | kerekesszékes atlétika      |
| 2016 | Jordan Spieth       | Egyesült Államok    | golf                | Dan Carter         | Új-Zéland             | rögbi              | Daniel Dias                 | Brazília                    | úszás                       |
| 2017 | Nico Rosberg        | Németország         | Formula–1           | Michael Phelps     | Egyesült Államok      | úszás              | nem osztották ki            |                             |                             |
| 2018 | Sergio García       | Spanyolország       | golf                | Roger Federer      | Svájc                 | tenisz             | Marcel Hug                  | Svájc                       | atlétika                    |
| 2019 | Ószaka Naomi        | Japán               | tenisz              | Tiger Woods        | Egyesült Államok      | golf               | Henrieta Farkašová          | Szlovákia                   | alpesi sí                   |
| 2020 | Egan Bernal         | Kolumbia            | kerékpár            | Sophia Flörsch     | Németország           | Formula–3          | Oksana Masters              | USA                         | sífutás                     |
| 2021 | Patrick Mahomes     | USA                 | amerikai futball    | Max Parrot         | Kanada                | snowboard          |                             |                             |                             |

### Az év extrém sportolója, sportszellemiségi díja, sportjószolgálati díja, életműdíja
| Év   | Az év alternatív sportolója | Az év alternatív sportolója | Az év alternatív sportolója | Az év sportszellemiségi díja   | Az év sportszellemiségi díja | Az év sportszellemiségi díja | Az év sportjószolgálati díja                 | Az év sportjószolgálati díja | Az év sportjószolgálati díja | Életműdíj           | Életműdíj      | Életműdíj            |
| 2000 | Shaun Palmer                | USA                         | téli extrémsport            |                                |                              |                              | Eunice Kennedy Shriver                       | USA                          | | Pelé                | Brazília       | labdarúgás           |
| 2001 | Mike Horn                   | Dél-Afrika                  | vitorlázás                  |                                |                              |                              | Kipchoge Keino                               | Kenya                        | atlétika | Steve Redgrave      | Nagy-Britannia | evezés               |
| 2002 | Bob Burnquist               | Brazília                    | gördeszkázás                |                                |                              |                              | Peter Blake                                  | Ausztrália                   | vitorlázás | Peter Blake         | Ausztrália     | vitorlázás           |
| 2003 | Dean Potter                 | USA                         | hegymászás                  |                                |                              |                              | Arnold Schwarzenegger                        | Ausztria · USA               | testépítés | Gary Player         | Dél-Afrika     | golf                 |
| 2004 | Layne Beachley              | Ausztrália                  | szörf                       |                                |                              |                              | Az indiai és a pakisztáni krikett válogatott | India · Pakisztán            | krikett | Arne Naess          | Norvégia       | hegymászás           |
| 2005 | Ellen MacArthur             | Nagy-Britannia              | vitorlázás                  | Boston Red Sox baseball-csapat | USA                          | baseball                     | Gerry Storey                                 | Írország                     | ökölvívás (edző) |                     |                |                      |
| 2006 | Angelo d'Arrigo             | Olaszország                 | repülés                     | Valentino Rossi                | Olaszország                  | gyorsasági motorsport        | Jürgen Griesbeck                             | Németország                  | streetfootballworld | Johan Cruyff        | Hollandia      | labdarúgás           |
| 2007 | Kelly Slater                | USA                         | szörf                       | FC Barcelona                   | Spanyolország                | labdarúgás                   | Luke Dowdney                                 | Nagy-Britannia               | a Fight for Peace létrehozója | Franz Beckenbauer   | Németország    | labdarúgás           |
| 2008 | Shaun White                 | USA                         | hó- és gördeszkázás         | Dick Pound                     | Kanada                       | a WADA nyugdíjas elnöke      | Brendan és Sean Tuohey                       | USA                          | a PeacePlayers International társalapítói                                                                                          | Szergej Bubka       | Ukrajna        | atlétika             |
| 2009 | Kelly Slater                | USA                         | szörf                       |                                |                              |                              |                                              |                              | |                     |                |                      |
| 2010 | Stephanie Gilmore           | Ausztrália                  | szörf                       |                                |                              |                              | Dikembe Mutombo                              | USA                          | kosárlabda | Nawal El Moutawakel | Marokkó        | sportvezető, NOB tag |
| 2011 | Kelly Slater                | USA                         | szörf                       | Európai Ryder Kupa-csapat      | EU                           | golf                         | Maj el-Halil                                 | Libanon                      | sportszervező | Zinédine Zidane     | Franciaország  | labdarúgó            |
| 2012 | Kelly Slater                | USA                         | szörf                       |                                |                              |                              | Raí                                          | Brazília                     | a társadalmi igazságosság harcosa                                                                                                  | Bobby Charlton      | Nagy-Britannia | labdarúgás           |
| 2013 | Felix Baumgartner           | Ausztria                    | ejtőernyős                  |                                |                              |                              |                                              |                              | | Sebastian Coe       | Nagy-Britannia | atlétika             |
| 2014 | Jamie Bestwick              | Nagy-Britannia              | BMX                         | Afgán férfi krikett-válogatott | Afganisztán                  | krikett                      | Mesut Özil                                   | Németország                  | |                     |                |                      |
| 2015 | Alan Eustace                | Egyesült Államok            | űrugró                      | Jao Ming                       | Kína                         | kosárlabda                   |                                              |                              | |                     |                |                      |
| 2016 | Jan Frodeno                 | Németország                 | triatlon                    | Johan Cruijff                  | Hollandia                    | labdarúgás                   |                                              |                              | | Niki Lauda          | Ausztria       | Formula–1            |
| 2017 | Rachel Atherton             | GBR                         | hegyi kerékpár              | Leicester City FC              | ENG                          | N/A                          |                                              |                              | |                     |                |                      |
| 2018 | Armel Le Cléac’h            | FRA                         | vitorlázás                  | Francesco Totti                | ITA                          | labdarúgás                   | J. J. Watt                                   | USA                          | amerikai futball | Edwin Moses         | USA            | atlétika             |
| 2019 | Chloe Kim                   | USA                         | snowboard                   | Lindsey Vonn                   | USA                          | alpesi sí                    | Yuwa-India                                   | India                        | női labdarúgóprogram | Arsène Wenger       | Franciaország  | labdarúgás           |
| 2020 | Chloe Kim                   | USA                         | snowboard                   |                                |                              |                              | South Bronx United                           | USA                          | hátrányos helyzetű fiatalokat segítő program                                                                                       | Dirk Nowitzki       | Németország    | kosárlabda           |
| 2021 |                             |                             |                             |                                |                              |                              | KICKFORMORE                                  | Németország                  | egy labdarúgással foglalkozó német szervezet, amely arra ösztönzi a résztvevőket, hogy pozitívan járuljanak hozzá a közösségeikhez | Billie Jean King    | USA            | tenisz               |

## További információ
- Laureus hivatalos weblap